# Plagă

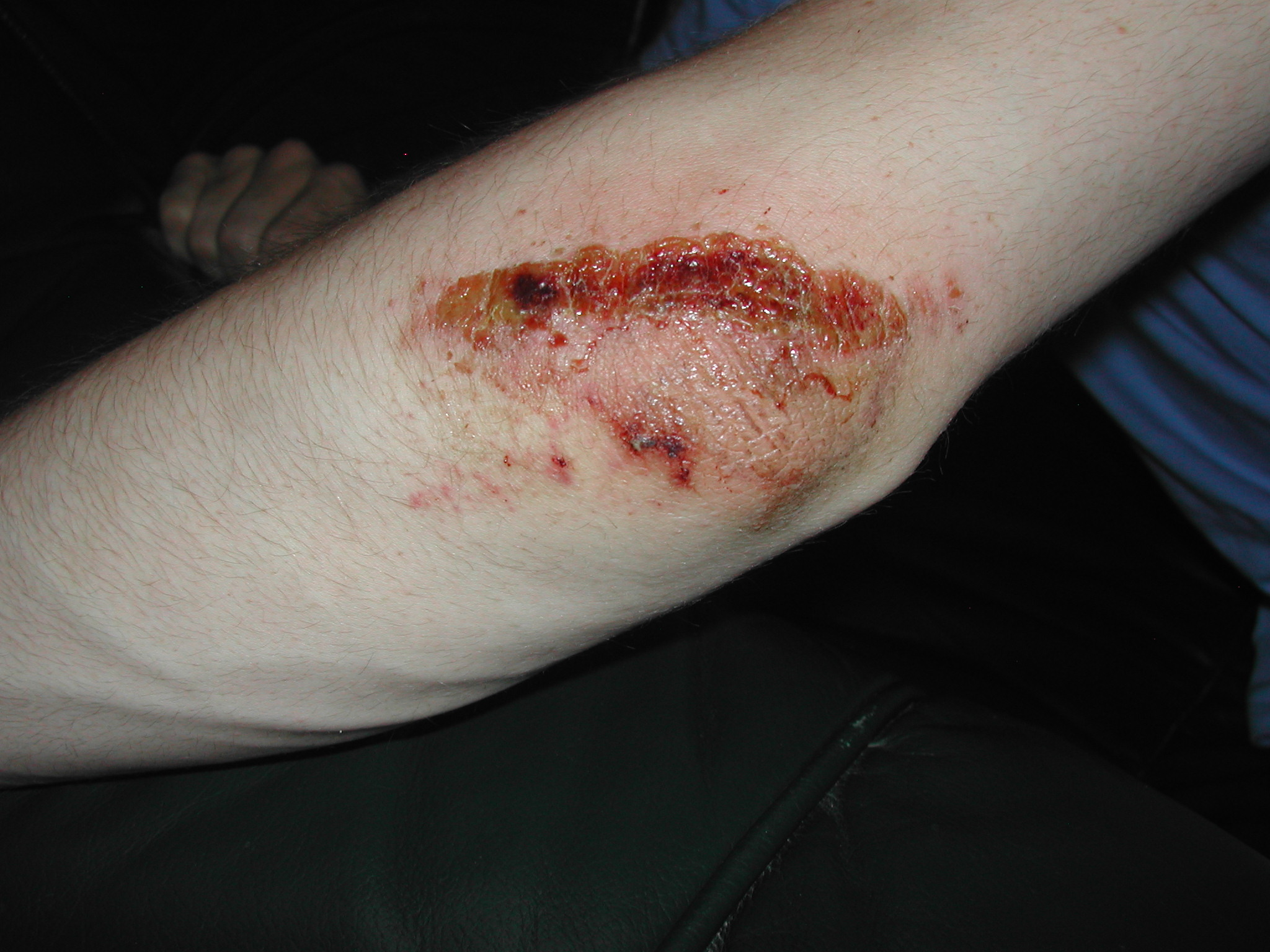
Plagă a cotului, acoperită de crustă

O plagă sau rană (în latină vulnus) este o leziune a țesuturilor corpului, provocată accidental (arsură, lovitură, tăietură etc.) sau pe cale operatorie, care presupune întreruperea țesutului respectiv, cu sau fără pierdere de țesut.

## Clasificarea rănilor

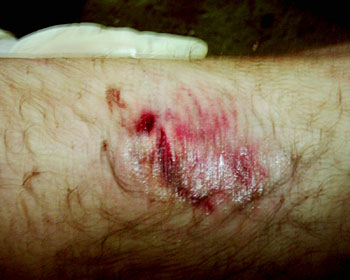
Mușcătură de câine

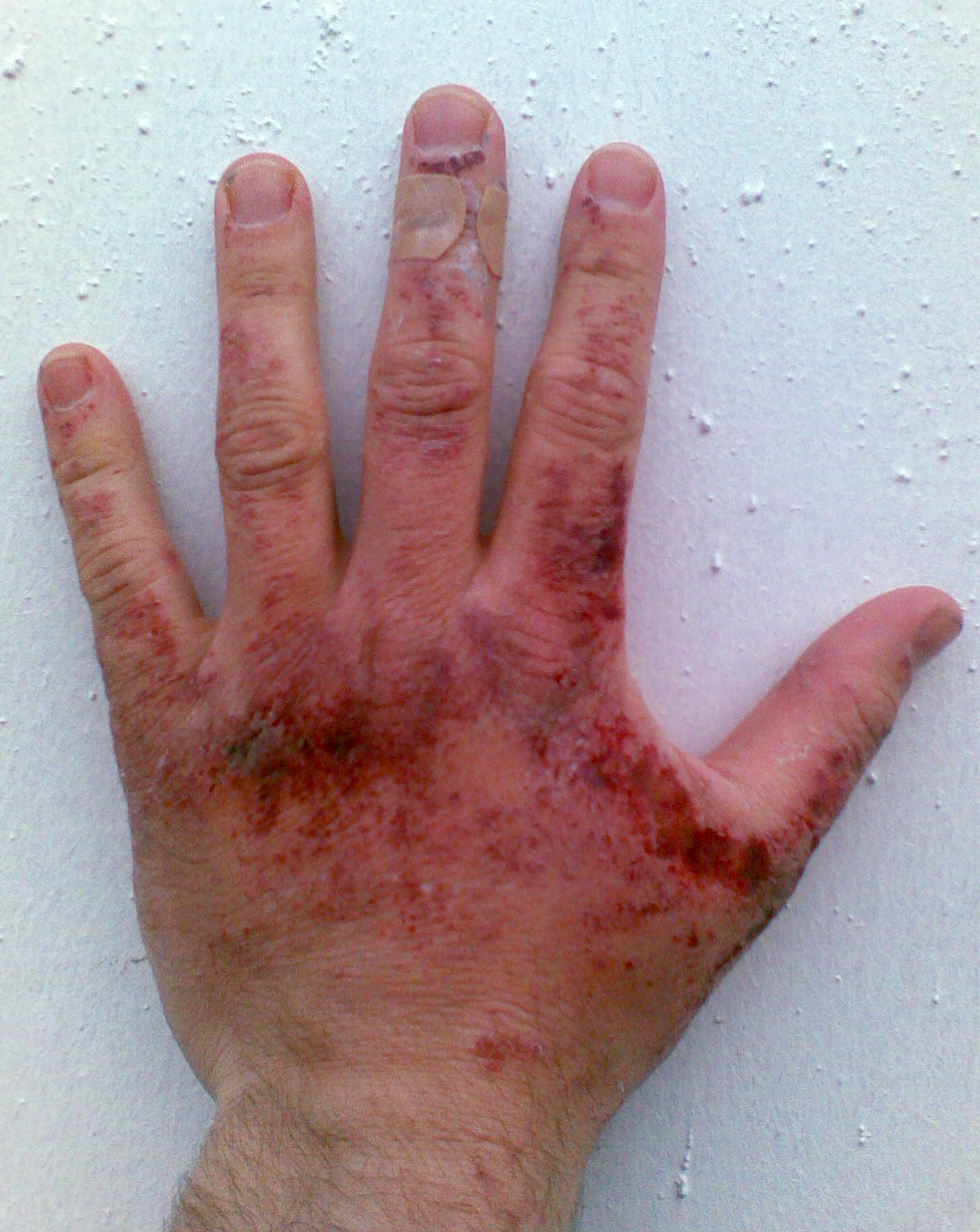
Arsură chimică prin hidroxid de sodiu (sodă caustică). Aspect la 44 de ore de la expunere.

### După cauze
- Mecanice

- plăgi/răni escoriate (zgârieturi),
- plăgi tăiate (prin tăiere)
- plăgi înțepate
- plăgi contuze (plăgi zdrobite, de ex. prin lovire cu corpuri contondente sau prin ruperea țesuturilor de către capetele osoase ale unei fracturi deschise)
- plăgi mușcate (prin mușcătură de om sau animal)
- Termice, prin căldură (arsură termică) sau frig (degerătură)
- Chimice (arsuri produse prin contactul cu acizi sau baze)
- Prin iradiere, cauzate de radiații ionizante cum ar fi razele X etc. Plăgile cauzate de radiații sunt arsuri de iradiere.

### După localizare
- Plăgi/răni externe (de ex. plăgi la nivelul pielii)
- Plăgi interne (la nivelul organelor interne, de ex. ruptura de splină, de ficat etc.)

### După complexitate

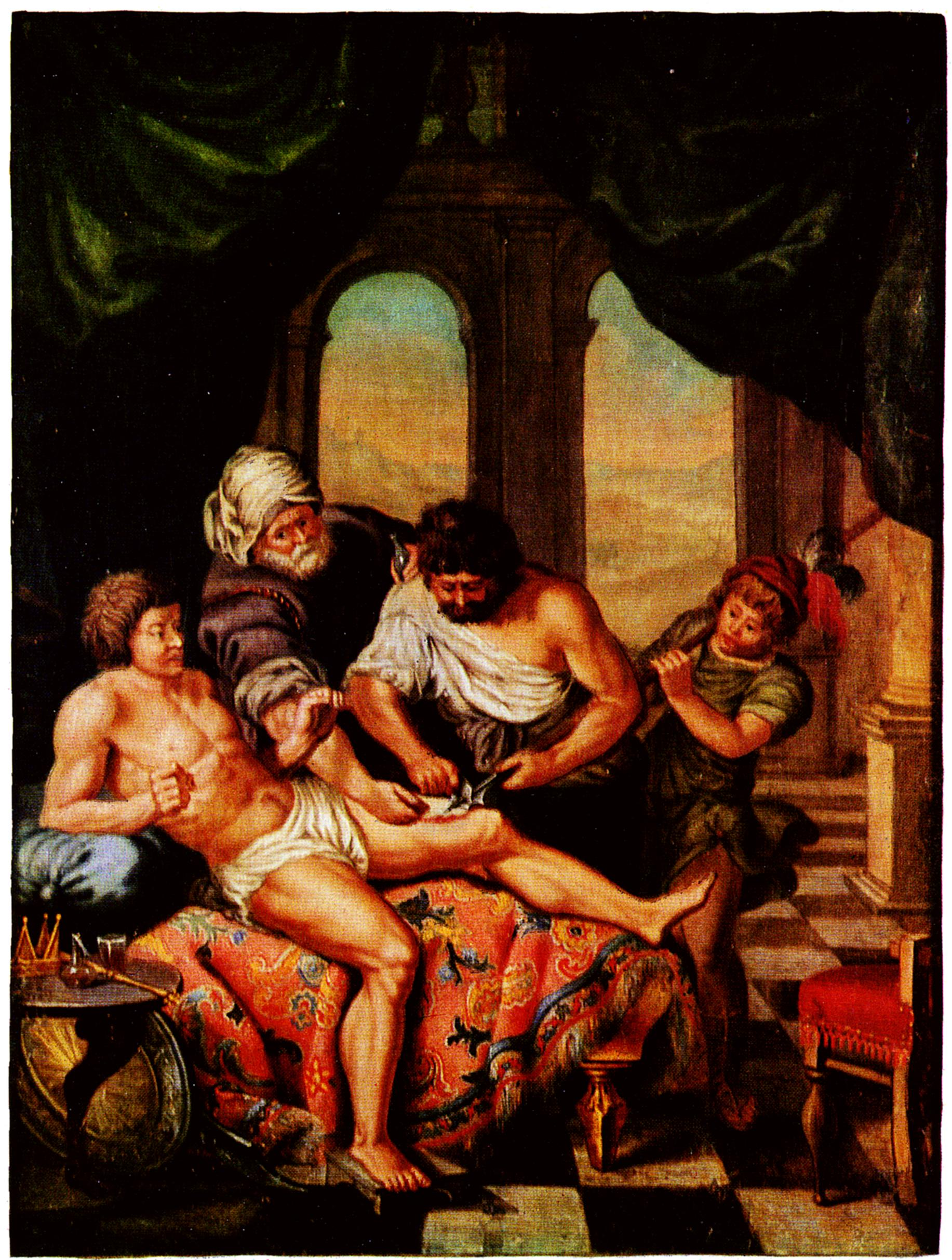
Tratarea unei plăgi
-pictor olandez necunoscut-
Plaga unui prinț este tratată cu pilitură de metal din lancea proprie, probabil în credința că se va preveni infectarea sa.

- Plăgi simple
- Plăgi complicate

## Tratament

### Tratament local
- Hemostaza inițială, ce se poate realiza prin pansament compresiv la nivelul plăgii sau prin compresie la distanță asupra vasului sanguin care alimentează vasul lezat din plagă. Compresia la distanță se poate face manual, prin flexie pe un rulou sau prin garou.
- Dezinfectarea plăgii
- Pansarea plăgii

### Tratament chirurgical
În unele cazuri, cum se întâmplă în plăgile mari sau cu hemoragii importante, poate fi necesare manevre chirurgicale pentru realizarea hemostazei definitive, debridare și sutura chirurgicală a plăgii.

### Tratament medicamentos
În plăgile infectate poate fi necesară administrarea de antibiotice pe cale generală.
În plăgile tetanigene (plăgi mușcate sau plăgi murdărite cu pământ, praf, excremente de animale etc.), pentru a preveni infectarea cu bacili tetanici și îmbolnăvirea de tetanos, este necesara administrarea de vaccin antitetanic și de antibiotice pe cale generală.
În cazul particular al plăgilor mușcate, pe lângă tratamentul cu antibiotice și vaccin antitetanic, dacă animalul care a produs mușcătura este necunoscut, nevaccinat antirabic sau cu antecedente incerte de vaccinare, sau este bolnav de rabie (turbare), este necesară administrarea de vaccin antirabic și de ser antirabic.

## Complicații

### Infecții
- Infecție locală a plăgii
- Infecții prin germeni specifici introduși în plagă

- cangrenă
- tetanos
- boala ghearelor de pisică
- Septicemie

### Stenoze cicatriciale
În anumite localizări, cicatrizarea plăgilor poate determina stenozarea unui organ cavitar (de exemplu stenoza esofagiană postcaustică)